# Las Cruces, Salvatierra
Las Cruces är en ort i Mexiko.   Den ligger i kommunen Salvatierra och delstaten Guanajuato, i den centrala delen av landet, 210 km väster om huvudstaden Mexico City. Las Cruces ligger 2 126 meter över havet och antalet invånare är 791.
Terrängen runt Las Cruces är lite kuperad. Runt Las Cruces är det ganska tätbefolkat, med 172 invånare per kvadratkilometer. Närmaste större samhälle är Salvatierra, 16,2 km nordost om Las Cruces. I omgivningarna runt Las Cruces växer huvudsakligen savannskog.